# Niebo, piekło... ziemia
Niebo, piekło... ziemia (tytuł oryg. Nebo, peklo... zem) – słowacki film dramatyczny z 2009 roku w reżyserii Laury Sivákovej.

## Opis fabuły
Klára, młoda, utalentowana tancerka baletowa, ciężko pracuje i odnosi liczne sukcesy. Pewnego dnia otrzymuje kuszącą propozycję od światowej sławy choreografa. Miałaby wyjechać do innego kraju i tańczyć w jednym z najlepszych zespołów baletowych. Czuje się jak w niebie, bo jej największe marzenie właśnie się spełnia. Niestety, jej chłopak, odnoszący sukcesy biznesmen, nie podziela jej entuzjazmu.
Klara nie chce rezygnować ze swoich marzeń. W dodatku odkrywa, że Tomáš ją zdradza. Nagły wypadek niweczy jednak jej marzenia. Jest załamana. Po pewnym czasie poznaje sympatycznego Rudolfa, 54-letniego lekarza, który wychowuje 13-letnią córkę. Klara zakochuje się w nim i zmienia swoje priorytety – kariera przestaje być dla niej najważniejsza. Gdy wszystko ponownie zaczyna się układać, pewnego dnia Klara odkrywa sekret Rudolfa...

## Obsada
- Zuzana Kanóczová jako Klara
- Bronisław Wrocławski jako Rudolf
- Jiří Korn jako Rodriguez
- Helena Poláková jako Julia
- Lukáš Latinák jako Tomas
- Dagmar Bláhová jako matka Klary
- Juraj Šimko jako ojciec Klary
- Ivan Martinka jako Peter
- Dagmar Edwards jako Marta
- Andrea Karnasová jako Olga

i inni